# Notre-Dame-de-Vaulx
Notre-Dame-de-Vaulx är en kommun i departementet Isère i regionen Auvergne-Rhône-Alpes i sydöstra Frankrike. Kommunen ligger i kantonen La Mure som tillhör arrondissementet Grenoble. År 2022 hade Notre-Dame-de-Vaulx 518 invånare.

## Befolkningsutveckling
Antalet invånare i kommunen Notre-Dame-de-Vaulx
Referens:INSEE